# Hofmeisteria
Hofmeisteria, rod glavočika smješten u vlastiti podtribus Hofmeisteriinae, dio tribusa Eupatorieae. Postoji 10 vrsta

## Opis
Hofmeisteria je mali rod grmova iz Meksika. Karakteriziraju ih petiole  (peteljčice), naizmjenični listovi, pojedinačne glavice s brojnim (više od 50) cvjetova uskog lijevkastog oblika, zvonaste involukralbne brakteje i 5-rebraste cipsele koje imaju papus obično od ljuskica i osa. Svi prijavljeni brojevi kromosoma za rod su relativno visoki, temeljeni na x=18 ili x=19.

## Vrste
1. Hofmeisteria crassifolia S.Watson
2. Hofmeisteria dissecta (Hook. & Arn.) R.M.King & H.Rob.
3. Hofmeisteria fasciculata (Benth.) Walp.
4. Hofmeisteria filifolia I.M.Johnst.
5. Hofmeisteria gayleana B.L.Turner
6. Hofmeisteria mexiae (B.L.Rob.) B.L.Turner
7. Hofmeisteria schaffneri (A.Gray) R.M.King & H.Rob.
8. Hofmeisteria sinaloensis Gentry
9. Hofmeisteria standleyi (S.F.Blake) R.M.King & H.Rob.
10. Hofmeisteria urenifolia (Hook. & Arn.) Walp.